# فولاد ووتز

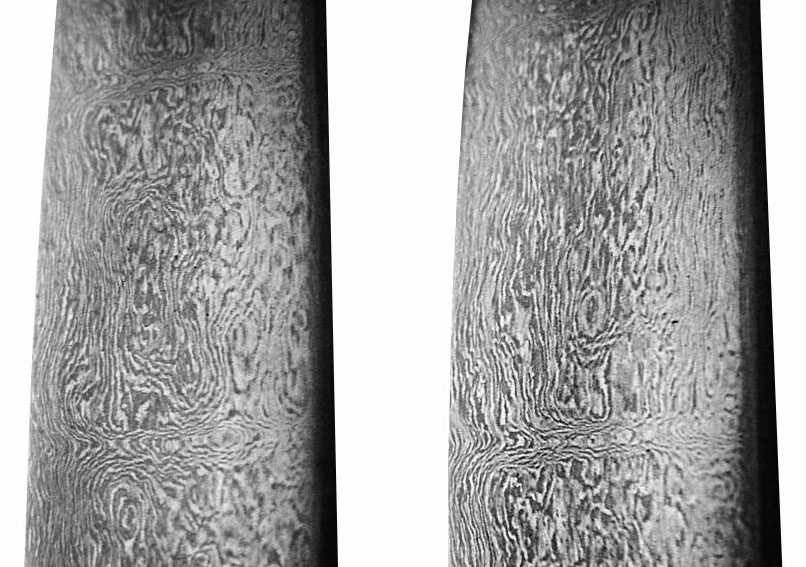
فولادهای ساخته شده در بوته آهنگری مانند فولاد ووتز و فولاد دمشق به دلیل ترکیب فریت و آلیاژهای سمنتیت در فولاد، الگوهای راه راه و نواری منحصر به فردی از خود نشان می‌دهند.

فولاد هندی (ووتز) که به عنوان فولاد سریک نیز شناخته می‌شود فولادی است با الگوی نواری و درصد کربن بالا که در بوته آهنگری ساخته می‌شود. این نوارها از ورقه‌های کاربیدهای میکروسکوپی در ماتریس مارتنزیت یا پرلیت تمپر شدهدر فولاد کربنی پر کربن یا نوارهای فریت و پرلیت در فولادهای کربن پایین‌تر تشکیل می‌شوند. این فولاد یک آلیاژ فولادی پیشرو بود که در اواسط هزاره اول قبل از میلاد در جنوب هند (تامیل نادو) اختراع شد و به سراسر جهان صادر شد.

## تاریخچه
فولاد ووتز در اواسط هزاره اول قبل از میلاد در جنوب هند، در کودومانال امروزی، ارود، تامیل نادو منشأ گرفت. چندین اشاره در متون باستانی تامیل، هند شمالی، یونانی، چینی و رومی به فولاد تامیل پر کربن وجود دارد. فولاد ووتز همچنین در مناطق گلکنده در تلنگانا، کارناتاکا و سریلانکا تولید می‌شده‌است. فولاد به صورت کیک آهن فولادی صادر می‌شد که به «ووتز» معروف شد.
روش کار بدین صورت بود که سنگ معدن مگنتیت را در حضور کربن در یک بوته آهنگری رسی کاملاً کیپ شده داخ یک کورهٔ ذغالی می گذاشتتند تا سرباره را خارج کنند. روش دیگر این بود که با گدازگری ابتدا سنگ معدن را به فرفورژه تبدیل می‌کردند سپس به آن گرما داده و سرباره را حذف می‌کردند. سورس کربن بامبو یا گیاهان دیگری مانند اورای بود. چینی‌ها و ساکنین سری لانکا روشی را بر گرفتن که روش تولید فولاد ووتز توسط اهالی چیرا تامیلی در قرن ۵ میلادی بود. در سری لانکا، در ابتدای تولید فولاد از کوره ای قدیمی اسفاده می‌کردند که از روشی منحصر به فرد برای تولید فولاد با بادهای موسمی استفاده می‌کرد. محلهای تولید این روش باستانی در مناطقی مانند انورادهاپورا، تیساماهاراما، سامانالا یافت شده‌اند، هم چنین به عنوان مصنوعات وارداتی آهن و فولاد باستانی از کودومانال. یک انجمن در سال ۲۰۰ بعد از میلاد در تیساماهارا، در جنوب سری لانکا، با خود مصنوعات آهنی و فولادی و روشهای تولید را از زمانهای گذشته همراه خود به جزیره آوردند.
تجارت بین هند جنوبی و سری لانکا با اعراب توسط دریای عرب فولاد ووتز را به اعراب معرفی کرد. واژهٔ مٌهند یا هندی در دورهٔ پیش از اسلام و پس از آن به شمشیری گفته می‌شد که از فولاد هندی ساخته شده و بسیار مورد توجه و گرانبها بود، که حتی در اشعار عربی نیز از آن یاد شده‌است. تجارت و ارتباط بیشتر باعث شد در شهر دمشق صنعتی برای ساخت این نوع سلاح دایر شود. این نهایتاً به تولید فولاد دمشقی منجر شد. جهانگرد عرب قرن ۱۲ ادریسیدر یادداشتهای خود از هندوانی یا فولاد هندی به عنوان بهترین فولاد در جهان نام برده‌است. متون عربی هم چنین به شهرت فولاد تلینگ نیز اشاره داشته که به نظر می‌رسد مقود آنان منطقهٔ تلانگانا بوده‌است. گلکنده در محدودهٔ تلانگانا به عنوان یک شاه گرهٔ ارتباطی در مسیر صادرات فولاد ووتز به آسیای غربی بوده‌است.
گفته می‌شود یک ضرب‌المثل ایرانی ـ پاسخ هندی دادن ـ که به معنای بریدن با شمشیر هندی می‌بوده از این مسئله نشأت گرفته‌است. فولاد ووتز به صورت عمده در اروپای باستان و دنیای عرب تجارت و داد و ستد می‌شد و به ویژه در خاورمیانه معروف بوده‌است.

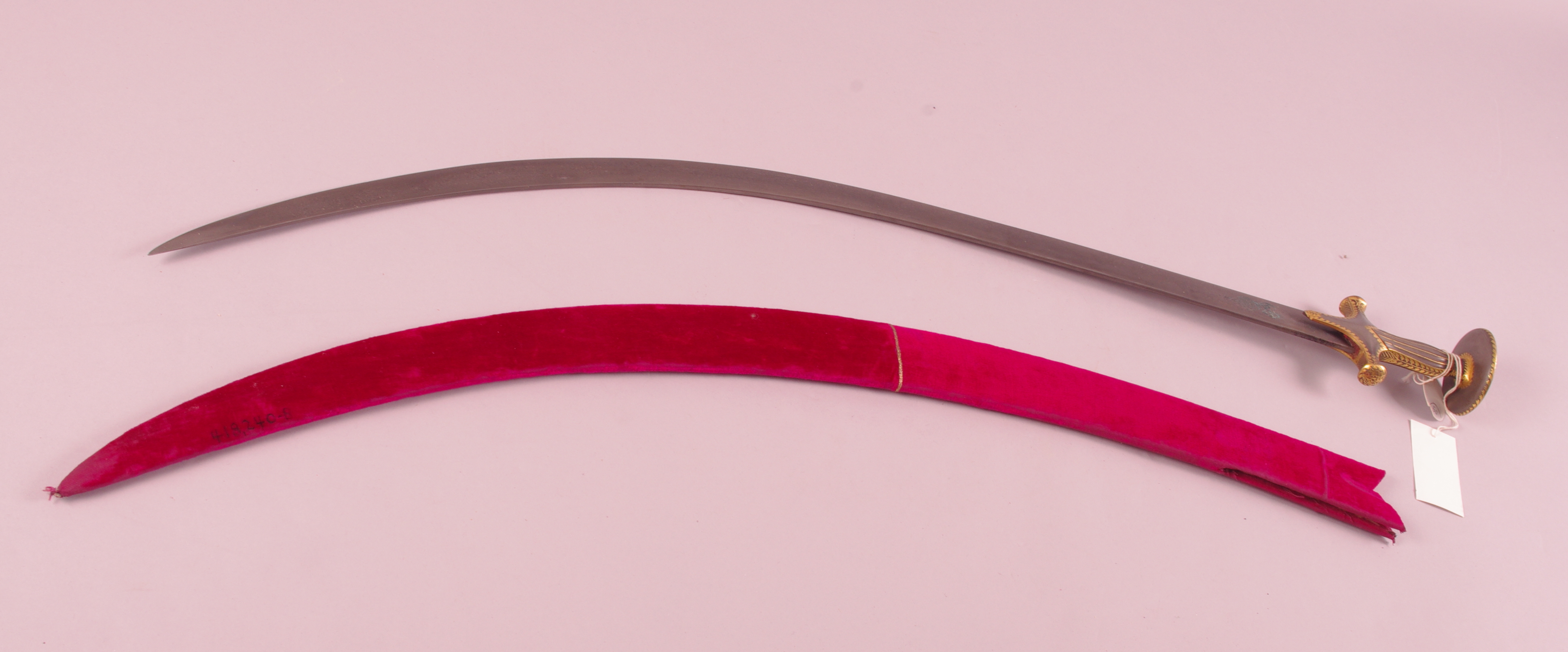
۱۷–۱۸ ق. تولوار/شمشیر هندی با تیغه فولادی ووتز پارسی.

شمشیر افسانه ای سلطان تیپو در حال حاضر بخشی از مجموعهٔ ارزشمند موزه‌های انگلیس است. این شمشیر به مراتب محکم و سخت و دارای لبه‌های تیز و برنده بود که می‌توانست به راحتی زره حریف را پاره و شکافته کند. جنس شمشیر از فولاد پر کربنی بود به نام ووتز که در جنوب هند ساخته شده بوده‌است. فولاد ووتز به عنوان شمشیر لبه‌های بسیار برنده و الگوی ساختاری مانند آب جاری داشت همان‌طور که در تصویر واضح است. این الگو ساختاری از کریستال‌های ریز کربن در آهن ایجاد می‌شدند.

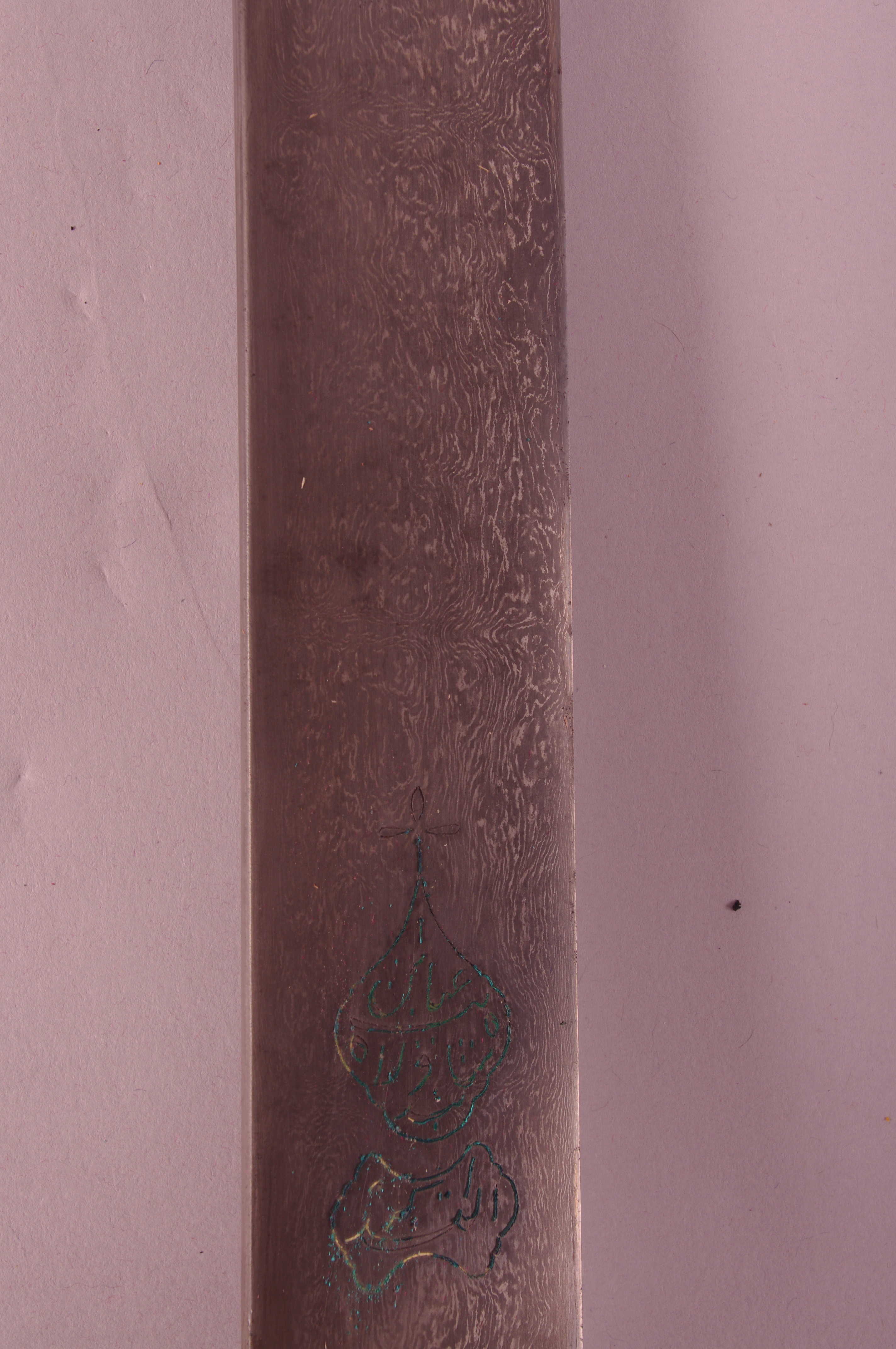
تصویر با جزئیات شمشیر/ تولوار هندی، قرن هفدهم-هجدهم میلادی.

### توسعه متالورژی مدرن
از قرن هفده میلادی به بعد مسافران بیشماری از اروپا فرایند تولید فولاد در مناطق میسور، مالابار و گلکنده را در جنوب هند مشاهده کردند. به نظر می‌رسد خوانش ووتز از کلمه ای در زبان تامیل که ووک بوده‌است ناشی شده‌است. تئوری دیگری می‌گوید که این کلمه از اوچچا به معنای برتر گرفته شده‌است. در یک تئوری اوکو به معنی ذوب شدن و حل شدن می‌باشد. زبان‌های دراویدی دیگر نیز کلماتی با آوای نسبتاً مشابه برای فولاد دارند. برای مثال: -اوکو- در زبان کانارا و زبان تلوگو و -اوروکو- در زبان مالایی. زمانی که بنجامین هین در منطقه سِدِد و سایر مناطقی که به زبان کانارا صحبت می‌کردند جستجو می‌کرد دریافت که فولاد اوکا کبینا به معنای آهن برتر نامیده می‌شود. به همچنین اوکو توندو در میسور.
افسانه‌ها مرتبط با فولاد ووتز و فولاد دمشقی کنجکاوی دانشمندان اروپایی را در قرون ۱۷ تا ۱۹ میلادی برانگیخت. اروپاییان اطلاع کمی در مورد آلیاژهای پرکربن داشتند و بعد از آشنایی با آن، این مسئله نقش بزرگی در پیشرفت و توسعه متالورژی در روسیه، فرانسه و انگلیس داشت.
در سال ۱۷۹۰ میلادی، هلنوس اسکات نمونه‌هایی از فولاد ووتز را به ریاست انجمن سلطنتی بریتانیا، ژوزف بنکس، ارسال کرد. این نمونه‌ها تحت بررسی‌های علمی و آنالیزهای متعددی قرار گرفتند.
نمونه‌هایی از خنجرها و دیگر سلاحها توسط راجهای هندی به نمایشگاه بزرگ در لندن در سالهای ۱۸۵۱ و ۱۸۶۲ فرستاده شدند. اگرچه دسته‌های شمشیرها به خوبی تزئین شده بودند اما این کیفیت فولاد آن بود که بیشتر مورد تحسین قرار گرفت. گفته می‌شود که شمشیر سیک‌ها خم می‌شد ولی می‌توانست به حالت ابتدایی برگشته و تیز بماند.

## مشخصات
فولاد ووتز با الگویی که با ذرات دسته‌بندی شده سمنتیت در مذاب المان‌های کاربید ساز تشکیل می‌شود. ووتز مقدار بیشتری کربن نسبت به چدن‌های معمولی دارد.
الگوهای خاص فولاد ووتز که توسط آهنگری ایجاد می‌شود می‌تواند موجی، نردبانی، و الگو رز باشد با فواصل ریز. البته با فرآیندهای همرینگ (چکش کاری)، رنگرزی و اچینگ(چاپ فلزی) الگوهای سفارشی می‌توانستند تولید شوند.
نانوسیم‌های سمنتیتی و نانوتیوب‌های کربنی توسط پیتر پپلر از دانشگاه فنی درسدن در ریزساختار فولاد وودز بررسی شده‌اند. احتمالی وجود دارد که تجمعی از کاربید فلزی سخت در میان لایه‌های نواری وجود داشته باشد. شمشیرهای ووتز به برندگی و چغرمگی بالا شهرت داشتند.

### ترکیب شیمیایی
تی اچ هنری ترکیب شیمیایی نمونه‌های فولاد ووتز ارائه شده توسط مدرسه سلطنتی معادن تجزیه و تحلیل و ثبت کرد. این ترکیب شامل:
کربن (ترکیب) ۱٫۳۴٪
کربن (غیر ترکیبی) ۰٫۳۱٪
گوگرد ۰٫۱۷٪
سیلیکون ۰٫۰۴٪
آرسنیک ۰٫۰۳٪
فولاد ووتز توسط فارادی مورد تجزیه و تحلیل قرار گرفت که حاوی ۰٫۰۱–۰٫۰۷٪ آلومینیومبود. فارادی و مسرس و استودارت فرض کردند که آلومینیوم در فولاد مورد نیاز است و در تشکیل خواص عالی فولاد ووتز مهم است. با این حال تی اچ هنری استنباط کرد که حضور آلومینیوم در ووتز مورد استفاده توسط این مطالعات به دلیل سربارهای است که به عنوان سیلیکات تشکیل می‌شود. پرسی در یک تلاش مجدد ثابت کرد که کیفیت وسختی فولاد ووتز ربط به آلومینوم ندارد.

## تحقیقی برای بازتولید
فولاد ووتز مجدد تولید شد و عمیقاً توسط مدرسه سلطنتی معادن بریتانیا مورد بررسی و مطالعه قرار گرفت دکتر پیرسون اولین فردی بود که به صورت شیمیایی در سال ۱۷۹۵ فولاد ووتز را مورد بررسی قرار داد و اقدامات خود را در متون و مقالات انجمن سلطنتی منتشر کرد
پاول پتروویچ متالورژیست روسی تا حد قابل قبولی موفق شد فولاد ووتز را بازسازی کند به صورتی که خواص و کیفیت آن مشابه فولاد ووتز سنتی بود (فولاد بولات را مطالعه کنید). او چهار روش مختلف را را برای تولید فولاد ووتز را در مطالعاتش ثبت کرد. او قبل از آنکه بتواند نتایج آزمایشگاهی را ثبت و منتشر کند فوت کرد. اولگ شربی و جف وادورث و آزمایشگاه ملی لارنس لیورمور همگی تلاشی برای بازسازی کامل فولاد ووتز انجام دادند که ناموفق بود. جی. دی فرهوفن و آلفرد پندرای با اثبات این موضوع که تخللهای سنگ معدن در الگوهای ساخته شده تأثیر دارد، فولاد وودز را به همان شکل با الگوهای مشابه در حد اندازه‌های میکروسکوپی کاملاً شبیه به یک تیغهٔ باستانی بازسازی کردند. ریبولد و همکاران در آنالیزهای خود صحبت از حضور نانوتیوب‌های کربنی کردند که نانوسیم‌های سمنتیت را محاصره کرده‌اند به همراه المانهایی یا ناخالصی‌هایی از وانادیم، مولیبدن، کروم و غیره. که در سیکلهای سرمایش و گرمایش و آهنگری تولید می‌شوند. این مسئله فولاد پرکربنی را ایجاد کرد که شکچ خوار بود.
امروزه آهنگران بسیاری وجود دارند که تیغه‌های فولاد ووتز را از لحاظ ظاهری دقیقاً مانند مدلهای قدیم آن تولید می‌کنند. فولادی که در بخش کوتچ تولید می‌شود در مورد این موضوع معروف است، همانند آنهایی که در گلاسگو و شفیلد ساخته می‌شوند.
ووتز در یک پریود ۲۰۰۰ ساله (از ۲۰۰ سال قبل از میلاد) تولید می‌شده‌است و روشهای تولید شمش و ترکیبات و روشهای آهنگری آن بنابر بر منطقه تولید متفاوت بوده‌است. بعضی از تیغه‌های از جنس ووتز ممکن است الگویی ظاهری داشته باشند که در دیگران دیده نشود.
عملیات حرارتی بر خلاف آهنگری به شدت متفاوت بود و الگوهای بسیاری توسط آهنگران تولید شده‌است از چین تا اسکاندیناوی

## برای مطالعهٔ بیشتر
- Srinivasan, Sharada (1994). "Wootz crucible steel: a newly discovered production site in South India". Papers from the Institute of Archaeology. 5: 49–59. doi:10.5334/pia.60.
- Srinivasan, S.; Griffiths, D. "South Indian wootz: evidence for high-carbon steel from crucibles from a newly identified site and preliminary comparisons with related finds". Material Issues in Art and Archaeology. 462.
- Hansson, Staffan (2002). Den skapande människan [The creative mind] (به سوئدی). Lund, Sweden: Studentlitteratur AB. p. 81. ISBN 978-9-14402-148-5.
- ار978-9-14402-148-5وکور، از تامیل لکسیکون، دانشگاه مدراس
- &&VID=MzU=&&IsNm=SXNzdWUgMw == "Special Issue: History and Characteristics of Wootz Steel in India and Abroad". Indian Journal of History of Science. 42 (3). September 2007. {{cite journal}}: Check |url= value (help)
- Srinivasan, Sharada; Ranganathan, Srinivasan (2004). India's Legendary Wootz Steel: an advanced material of the ancient world (فولاد افسانه ای ووتز در هند). Bangalore: National Institute of Advanced Studies and Indian Institute of Science.
- Verhoeven, J. D. (January 2001). "The Mystery of Damascus Blades". Scientific American. 284 (1): 74–79. Bibcode:2001SciAm.284a..74V. doi:10.1038/scientificamerican0101-74. JSTOR 26059015. PMID 11132427.